# Михайловський Петро Іванович
Михайловський Петро Іванович (2 липня 1897 року — 1963 року) — український інженер-геодезист, кандидат технічних наук, доцент Київського національного університету імені Тараса Шевченка.

## Біографія
Народився 2 липня 1897 року в селі Овсюки, тепер Гребінківського району Полтавської області. Закінчив у 1923 році педагогічні курси в місті Лубни, у 1926 році геодезичний факультет Харківського інституту землеустрою. З 1926 року працював науковим співробітником Полтавської центральної гравіметричної обсерваторії, асистент кафедри планування та геодезії в Київського інженерно-будівельного інституту, а також викладав за сумісн. у авіаційному та сільськогосподарському інститутах і картографічному училищі. У 1941—1944 роках перебував на топографо-геодезичній службі в Радянській армії. У 1944—1949 роках старший інженер, начальник виробничого відділу Київського тресту «Геотопозйомка». У Київському університеті працював в 1949—1958 роках старшим викладачем, доцент, у 1953—1954 роках завідувач кафедри геодезії та картографії. Кандидат технічних наук з 1953 року. Брав участь у створенні атласів Бориспільського району (перший варіант у масштабі 1:100 000) та Київської області.

## Наукові праці
Сфера наукових інтересів: дослідження у галузі гравіметричної і топографічної зйомок, розробляв офіційні технічні документи, які регламентували проведення ряду топографічних і геодезичних робіт. Автор 23 наукових праць. Основні праці:
1. (рос.) Гравиметрическая съемка территории Украины. // Известия Полтавской Центральной Гравиметрической обсерватори, 1935 (у співавторстві).
2. (рос.) Наставление к комбинированному определению высот наклонным и горизонтальным лучем кипрегеля в мензульной съемке. 1947.
3. (рос.) Наставление по съемкам и составлению проектов. 1950.
4. (рос.) Руководство по преобразованию координат при составлении планов на земли укрупненных колхозов. 1950.